# Kerstening van Scandinavië

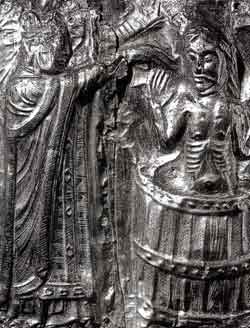
Bisschop Poppo doopt Harald Blauwtand

De kerstening van Scandinavië vond plaats tussen de 9e en de 12e eeuw. De koninkrijken binnen het eigenlijke Scandinavië,  Denemarken, Noorwegen en Zweden vestigden respectievelijk in 1104, 1154 en 1164 hun eigen aartsbisdommen, die directe verantwoordelijkheid dienden af te leggen aan de paus. 
De bekering tot het Christendom van de Scandinavische mensen had meer tijd nodig, omdat het door de grote afstanden en lage bevolkingsdichtheid een extra inspanning kostte om een netwerk van kerken tot stand te brengen. De Sami in het noorden van Scandinavië bleven bijvoorbeeld tot in de 18e eeuw onbekeerd.
Hoewel de Scandinaviërs in naam christen werden, duurde het veel langer voor het christelijk geloof zich daadwerkelijk onder de mensen kon vestigen. De oude inheemse tradities die veiligheid en structuur verschaften, werden uitgedaagd door nog onbekende ideeën, zoals de erfzonde, de incarnatie en de heilige drie-eenheid Archeologische opgravingen op begraafplaatsen op het eiland Lovön, in de buurt van het huidige Stockholm hebben aangetoond dat de werkelijke kerstening van de mensen erg traag verliep en ten minste 150-200 jaar in beslag nam, en dit op een zeer centrale plaats binnen het Zweedse koninkrijk. Dertiende-eeuwse runeninscripties uit de Noorse handelsstad Bergen tonen nog weinig christelijke invloed, en een van hen spreekt zelfs een Walkure aan.
Tijdens de vroege middeleeuwen had het pausdom zich nog niet gemanifesteerd als de centrale katholieke autoriteit. Hierdoor was er meer ruimte voor de ontwikkeling van regionale varianten van het christendom. Aangezien het beeld van een "zegevierende Christus" in het begin van Germaanse kunst vaak voorkomt, hebben wetenschappers gesuggereerd dat christelijke missionarissen Christus hebben voorgesteld "als een toonbeeld van kracht en geluk" en dat mogelijk de Openbaring van Johannes, dat Christus als overwinnaar op Satan presenteert, een centrale rol speelde in de  verspreiding van het christendom onder de Vikingen.
Pionier was Ansgarius, die in 832 de eerste kerk oprichtte in Zweden. Later richtte hij het Aartshertogdom Hamburg-Bremen op. De kerkprovincie strekte zich aanvankelijk uit over geheel Noord-Europa. Harald I van Denemarken was de eerste Scandinavische koning die zich liet bekeren tot het christendom. Het bisdom Roskilde werd gecreëerd in 991. In 1104 werd het Bisdom Lund de aartsbisschoppelijke zetel voor vrijwel geheel Zweden, Noorwegen en Finland. In 1152 werd het aartsbisdom van Noorwegen en in 1164 het aartsbisdom van Zweden opgericht.

## Voetnoten
1. 1 2  Schön, 2004, blz. 170
2. ↑  Schön 2004, blz. 172
3. ↑  Schön 2004, blz. 173
4. ↑  Sanmark, 2004: blz. 15
5. ↑  Sanmark, 2004, blz. 97